# باربرا تي سميث
باربرا تي سميث (بالإنجليزية: Barbara T. Smith)‏ هي فنانة أداء ورسامة أمريكية، ولدت في 1931.